# Arthur Lee (cestista)
Arthur Monroe Lee (Los Angeles, 27 maggio 1977) è un ex cestista statunitense, professionista in Europa e in Medio Oriente.

## Carriera
Dal 1995 al 1999 crebbe presso la Stanford University. Nel 1998 contribuì (con la miglior media realizzativa tra i giocatori della sua squadra) a portare Stanford alle Final Four NCAA per la seconda volta nella storia, la prima dal 1942.
La sua prima esperienza professionistica fu in Turchia al Kombassan Konya, compagine in cui militò per un'annata durante la quale mise a referto 16,3 punti a gara. Successivamente si trasferì in Croazia con l'ingaggio da parte del Cibona Zagabria, con cui disputò anche l'Eurolega 2000-2001, competizione in cui giocò 12 partite a 12,9 punti di media. La squadra a fine anno vinse campionato e Coppa di Croazia.
Nell'estate del 2001 approdò ai Crabs Rimini in Legadue, ma la sua stagione fu in parte condizionata da una frattura al piede occorsogli già alla prima giornata nella trasferta di Bergamo: rimase fuori causa per tre mesi, rientrando a gennaio. La formazione biancorossa riuscì a salvarsi ma non si qualificò per i play-off.
La sua carriera proseguì in Israele con il trasferimento all'Hapoel Ironi Nahariya. I suoi 18,0 punti a partita aiutarono la squadra a raggiungere il terzo posto in classifica al termine della regular season. La corsa dell'Hapoel Ironi Nahariya si interruppe solo alle finali play-off, perse contro il più quotato e blasonato Maccabi Tel Aviv.
Tornò poi a giocare nella seconda serie italiana, questa volta con i colori – all'epoca biancoverdi – della Dinamo Sassari. I neopromossi sardi chiusero la Legadue 2003-2004 al decimo posto, mentre a livello personale Lee fu il miglior realizzatore della squadra con 18,9 punti a partita.
Lee iniziò una seconda parentesi all'Hapoel Ironi Nahariya in vista della stagione 2004-2005, ma a dicembre venne tagliato dopo 9 partite all'attivo. Pochi giorni più tardi si accordò con i francesi dell'Élan Chalon, con cui arrivò alle semifinali per il titolo nazionale. Le sue prestazioni convinsero la dirigenza a riconfermarlo anche per l'anno seguente.
Nel 2006-2007 disputò la sua prima parentesi nel campionato greco, con la canotta dell'A.E.L. di Larissa con cui si impose come secondo miglior realizzatore del campionato (17,2 punti di media), contribuendo al raggiungimento della salvezza. Nel successivo agosto ritornò in Grecia per iniziare la preparazione con i gialloneri dell'AEK Atene, salvo poi lasciare la squadra prima dell'inizio del campionato con una rescissione consensuale del contratto.
Nel novembre 2007 venne contrattualizzato dai cechi del Nymburk, con cui giocò per tre stagioni vincendo altrettanti titoli nazionali. Le ultime tappe della sua carriera furono a Cipro con l'APOEL, in Libano con il neopromosso Bejjeh e in Polonia al Turów Zgorzelec.

## Palmarès

### Squadra
- Campionato ceco: 3

ČEZ Nymburk: 2007-08, 2008-09, 2009-10
- Coppa di Croazia: 1

Cibona Zagabria: 2001
- Coppa della Repubblica Ceca: 3

ČEZ Nymburk: 2008, 2009, 2010

### Individuale
- All-ULEB Eurocup Second Team: 1

ČEZ Nymburk: 2009-10